# Pierre Trudeau
Joseph Philippe Pierre Yves Elliott Trudeau (általában Pierre Trudeau vagy Pierre Elliot Trudeau néven ismert) (Montréal, 1919. október 18. – Montréal, 2000. szeptember 28.) Kanada tizenötödik miniszterelnöke 1968. április 20-tól 1979. június 4-ig, és 1980. március 3-tól 1984. június 30-ig. Trudeau az első 20. században született kanadai miniszterelnök.
Trudeau karizmatikus személyiség volt, aki az 1960-as évek végétől az 1980-as évek közepéig uralta a kanadai politikát és erős reakciókat váltott ki. „Értelem a szenvedély előtt” volt a jelmondata. „Még mindig kísért minket” írta róla Christian McCall és Stephen Clarkson életrajzíró 1990-ben. Csodálói dicsérik intellektusát, politikai éleselméjűségét a nemzeti egység megőrzésében és a jogok és szabadságok kanadai chartájának megteremtéséért Kanada alkotmányán belül. Kritikusai arroganciával, rossz gazdasági vezetéssel és azzal vádolják, hogy indokolatlanul előnyben részesítette a szövetségi kormányzat hatalmát a tartományokéival szemben. Ettől függetlenül Trudeau-nak elvitathatatlan szerepe volt Kanada újradefiniálásában.
Trudeau vezette át az országot történelmének néhány legviharosabb időszakán, és gyakran állt viták középpontjában. Hivalkodó viselkedéséről is ismert volt, hírességekkel volt párkapcsolata, megvádolták ülés közbeni káromkodással a Kanadai Képviselőházban, és egyszer egy piruettet írt le II. Erzsébet brit királynő háta mögött.

## Fiatalkora
Montréalban született, apja Charles-Émile Trudeau, francia–kanadia üzletember és ügyvéd, édesanyja a francia és skót származású Grace Elliott volt. Volt egy nővére Suzette és egy öccse, Charles Jr. (Tip); egész életében közeli kapcsolatban maradt testvéreivel. A családja meggazdagodott mire Trudeau tinédzserkorába ért, amikor az apja eladta jól menő benzinkút vállalkozását az Imperial Oil társaságnak. Trudeau a rangos Collège Jean-de-Brébeuf-be (egy francia jezsuita magániskola) járt ahol a québeci nacionalizmussal került kapcsolatba. Trudeau apja Pierre tízes éveinek a közepén halt meg, mely mélyen megrázta őt és a családját is. Pierre közel maradt anyjához élete végéig.
Régi barátja és kollégája Marc Lalonde szerint a kortárs, az egyház által befolyásolt diktátorságok, mint António de Oliveira Salazar Portugáliában és Francisco Francóé Spanyolországban, Pétain marsalléval egyetemben példaképként szolgáltak sok québeci elit jezsuita iskolában nevelkedett fiatal értelmiséginek. Lalonde szerint Trudeau későbbi intellektuális fejlődése egy „intellektuális forradalmárrá, létesítmény ellenes harcossá a szakszervezetek érdekében és a vallási szabadság támogatójává” vált. Québec elhagyása utáni élményeinek köszönhető, amikor az Egyesült Államokban, Franciaországban és Angliában tanult és beutazta a világot. Ezek a tapasztalatok segítették elszakadni a jezsuita hatástól és tanulmányozni az olyan filozófusokat, mint a francia Jacques Maritain és Emmanuel Mounier, vagy John Locke és David Hume.

## Tanulmányai és a második világháború
Trudeau a Université de Montréalon (Montréali egyetem) szerzett jogi diplomát 1943-ban; tanulmányai során besorozták a hadseregbe, mint több ezer másik kanadai férfit is a National Resources Mobilization Act (Nemzeti készletek mozgósításáról szóló törvény) keretében. Csatlakozott a kanadai tisztképző alakulathoz (Canadian Officers's Training Corps) ahol a többi besorozottal szolgált Kanadában, azonban tengerentúli bevetésre nem alkalmazhatták őket egészen az 1944-es sorozási válságig. Trudeau azt mondta, hogy részt kívánt volna venni a második világháborúban, de úgy hitte ezzel hátat fordított volna a québeci lakosságnak akiket szerinte elárult a Mackenzie King-kormány. Trudeau a sorozás ellenességére és a háborúval kapcsolatos kétségeire az 1993-as Memoirs című memoárjában reflektált: „Szóval háború volt? Nehéz ügy... ha francia kanadai voltál Montréalban az 1940-es évek elején, nem hitted automatikusan hogy ez egy igaz háború volt... általában úgy gondoltunk erre a háborúra mint a szuperhatalmak közti verseny eldöntésére.”
1942-ben az outremont-i időközi választáson a sorozásellenes jelölt, Jean Drapeau (később Montréal polgármestere) mellett kampányolt, és később fegyelmezetlenség miatt kizárták a tisztképző alakulatból. A National Archives of Canada (Kanadai Nemzeti Archívum) a kanadai miniszterelnököket ábrázoló életrajzi szkeccseiben bemutat egy a háború során történt esetet Trudeau és barátai porosz egyenruhákban a hozzájuk tartozó tüskés acél sisakokkal motoroztak.
A háború után Trudeau külföldön folytatta tanulmányait, politikai gazdaságtanból szerzett mesterdiplomát a Harvardon, majd 1947-ben a párizsi Institut d'études politiques de Paris-ban, végül a doktorátus eléréséhez a London School of Economicson tanult tovább, de diplomamunkáját nem fejezte be.
Trudeau-t az 1940-es években érdekelte a marxista ideológia és a harvardi disszertációja témájául a kommunizmust és a kereszténységet választotta. A Harvardon Trudeau rádöbbent, hogy jogi képzése és közgazdasági tudása is hiányos. Az európai fasizmustól való eltávolodás következtében a Harvard nagy intellektuális központtá vált, ahol Trudeau jelentősen megváltozott. Ennek ellenére Trudeau kívülállónak érezte magát francia katolikusként aki először él Québecen kívül a többségében protestáns amerikai Harvard egyetemen. Ez az izoláció végül elkeseredettséggé mélyült és ahhoz a döntéshez vezetett, hogy harvardi tanulmányait külföldön folytassa
1947-ben Párizsba utazott, hogy folytassa a disszertációját. Egy öthetes időszak alatt sok előadást látogatott és a perszonalizmus követője lett, leginkább Emmanuel Mounier hatására. A harvardi disszertáció befejezetlen maradt amikor Trudeau csatlakozott a híres szocialista közgazdász, Harold Laski doktori programjához a London School of Economicson. Ez szilárdította meg Trudeau hitét, hogy a keynesi közgazdaságtan és a társadalomtudomány elengedhetetlen a „jó élet”-hez egy demokratikus társadalomban.

## Korai karrierje
Az 1940-es évek végétől az 1960-as évek közepéig Trudeau főként Montréalban tartózkodott és sokan értelmiséginek tartották. 1949-ben a munkások aktív támogatója volt az azbeszt sztrájkban. 1956-ban egy a témával foglalkozó fontos könyv, a La grève de l'amiante szerkesztője volt amely amellett érvelt hogy a sztrájk meghatározó esemény volt Québec történelmében, mely a tartományt régóta uraló konzervatív francia-ajkú egyházi intézmény és angol-ajkú üzleti osztály elleni ellenállás kezdetét jelölte. Az 1950-es évek során Trudeau vezető alakja volt a Maurice Duplessis quebéci miniszterelnök elleni ellenállásnak a Cité Libre című folyóirat alapítójaként és szerkesztőjeként mely segített megteremteni az értelmiségi bázist a Csendes forradalomhoz.
1949-től 1951-ig Trudeau rövid ideig Ottawában dolgozott Louis St. Laurent Liberális párti miniszterelnök Privy Council Office-ában (Királyi Államtanács Hivatala, kb. a miniszterelnöki hivatalnak felel meg) mint gazdaságpolitikai tanácsadó. A memoárjaiban azt írja, hogy ezt az időszakot nagyon hasznosnak találta később, amikor belépett a politikába és hogy Norman Robertson magas rangú köztisztviselő sikertelenül próbálta meggyőzni, hogy maradjon továbbra is.
A szocialista értékei és közli kapcsolatai a Co-operative Commonwealth Federation (CCF) párthoz köthető értelmiségiekkel (köztük Frank Scott, Eugene Forsey, Michael Oliver és Charles Taylor) hatására támogatója és tagja lett ennek a szövetségi szociáldemokrata pártnak az 1950-es években. Ezen kapcsolatok ellenére amikor Trudeau belépett a szövetségi politikai életbe az 1960-as években a Liberális Párthoz csatlakozott és nem a CCF-hez (melyet ekkor már New Democratic Partynak (NDP, Új Demokrata Párt) hívtak). Ezt több tényezővel magyarázzák: Egyrészt Trudau úgy érezte, hogy az NDP nem szerezhet hatalmat, mert Tommy Douglas képtelen megnyerni a Québeci választókat, másrészt kétségei voltak a kanadai szocialista központosító törekvéseivel szemben (ő egy decentralizáltabb hozzáállást részesített előnyben) és harmadrészt, mert kanada alkotmánya és Québec szerepe Kanadában kapcsán komoly különbség volt Trudeau hozzáállása és az NDP „két nemzet” elképzelése között.
Az 1993-ban kiadott memoárjaiban Trudeau azt írja, hogy az 1950-es években szeretett volna a Montréali Egyetemen tanítani, de Maurice Duplesis, Québec akkori miniszterelnöke háromszor is tiltólistára tette. James Corry felajánlott neki egy politikatudományi oktató pozíciót a Queen's Egyetemen, de Trudeau elutasította mert Québecben szeretett volna tanítani (a Queen's Ontarióban található). Az 1950-es években az Amerikai Egyesült Államok tiltólistára tette és megtiltotta neki a belépést az országba mert részt vett egy moszkvai konferencián és mert előfizetett több baloldali kiadványra. Trudeau később fellebbezett a tiltás ellen, amit fel is oldottak.

## Jogprofesszor, belépés a politikába
1961 és 1965 között jogi docens volt a Montréali Egyetemen, közben nézetei egy az állammal szembeni egyéni jogokat előnyben részesítő liberális pozíció felé mozdultak és a québeci nacionalizmus ellenfele lett. A közgazdasági elmélet terén Joseph Schumpeter és John Kenneth Galbraith professzorok voltak rá hatással, míg a Harvardon volt. Trudeau kritizálta Lester Pearson Liberális Pártját amikor az támogatta a kanadai Bomarc rakéták nukleáris robbanófejekkel való felszerelését. Ennek ellenére barátaival, Géad Pelletierrel és Jean Marchanddal együtt meggyőzték, hogy lépjen be a pártba 1965-ben. Ez a „három bölcs” sikeresen indult az 1965-ös választásokon. Trudeau-t Mount Royalban, nyugat-Montréalban egy biztos liberális kerületben választották meg, ahol Alan Macnaughton képviselőházi házelnököt követte. 1984-ig, a politikától való visszavonulásáig megtartotta ezt a kerületet, minden választást nagy többséggel megnyerve.
A fővárosba való megérezése után Trudeaut Lester Pearson miniszterelnök parlamenti titkárának nevezték ki és a következő év nagy részét utazással töltötte Kanadát képviselve a nemzetközi találkozókon és eseményeken, köztük az ENSZ előtt is. 1967-ben kinevezték Pearson kormányába, mint igazságügy-minisztert.

## Igazságügy-miniszter és vezetőjelöltség
Igazságügy-miniszterként Pierre Trudeau volt a felelős a jelentős Criminal Law Amendment Act, 1968-69 (1968–1969-es Büntetőjogot módosító törvény) bemutatásáért, mely „salátatörvényként” többek közt tartalmazta a beleegyező felnőttek közti homoszexuális aktusok dekriminalizációját, a lottózókat, a fogamzásgátlás és abortusz legalizálását, új fegyverbirtoklási korlátozásokat és a feltételezett ittas vezetőkön az alkoholszonda alkalmazásának engedélyezését. Trudeau úgy vette védelmébe a törvényjavaslatot a riporterek előtt, hogy kijelentette „az államnak nincs keresnivalója a nemzet hálószobáiban”, hozzátéve, hogy „ami felnőttek közt a magánszférában történik nem érdekli a Büntetőtörvénykönyvet.” Trudeau szintén liberalizálta a válással kapcsolatos törvényeket és nézeteltérései akadtak Daniel Johnson, Sr. québeci miniszterelnökkel az alkotmányos tárgyalások során.
Kanada centenáriumának, 1967-nek a végén Pearson miniszterelnök bejelentette lemondási szándékát és Trudeau-t meggyőzték, hogy induljon a Liberális Párt vezető tisztségéért. Energetikus kampánya nagy média érdeklődést keltett és mobilizált illetve inspirált sok fiatalt, akik a 48 éves Trudeau-t egy generációs váltás szimbólumának tekintették. A vezetőválasztó gyűlésre érkezve Trudeau volt a mezőny élén és egyben a kanadai nagyözönség által egyértelműen favorizált jelölt is. Sokaknak a Liberális Párton belül azonban továbbra is kétségei voltak vele szemben. Lévén, hogy csak 1965-en lépett be a pártba még mindig kívülállónak tekintették. Sokan túl radikálisnak és szókimondónak látták. Néhány nézetét, különösen a válásról, abortuszról és homoszexualitásról, ellenezte a párt jelentős konzervatív szárnya. Ennek ellenére az 1968 áprilisában megtartott vezetőválasztó konvención Trudeau-t választották a párt vezetőjének, a delegáltak 51%-nak a támogatásával. A legyőzöttek közt voltak olyan régóta szolgáló liberálisok mint Paul Martin St., Robert Wintersés Paul Hellyer. Trudeau-t két héttel később, április 20-án iktatták be a Liberális Párt vezetőjévé és miniszterelnökké.

## Miniszterelnöksége
Trudeau nem sokkal később kiírta a választásokat június 25-ére. A választási kampányán segített a személyes népszerűség korábban nem látott hulláma a (Lubor J. Zink újságíró által) „Trudeau-mániának” elnevezett jelenség, melynek keretében fiatalok bandái csődültek Trudeau köré. A választás eredményét befolyásoló egyik ikonikus esemény annak előestéjén történt az évente megrendezett Saint-Jean-Baptiste napi felvonuláson Montréalban, amikor a felkelő québeci szeparatisták köveket és üvegeket dobáltak az emelvény felé ahol Trudeau ült. Segédei azon kérését elutasítva, hogy vonuljon fedezékbe és székében maradt szembenézve a felkelőkkel, nem mutatva félelem jelét. A fiatal politikus képe amint ilyen bátorságról tesz tanúbizonyságot nagy hatással volt a kanadai népre és Trudeau megnyerte a másnap tartott választást.
Miniszterelnökként Trudeau támogatta a részvételi demokráciát mint Kanada „Igaz társadalommá” tételének módját. Élénken védte az újonnan bevezetett általános egészségügyi ellátást és a regionális fejlesztési programokat mint a társadalom igazságosabbá tételének módját. Több eljárásrendi reformot is bevezetetett a parlament és a Liberális pártválasztmány üléseinek hatékonyabbá tételére és jelentősen megnövelte a miniszterelnöki hivatal méretét és szerepét.
Az 1970-es októberi válság során, október 5-én a Front de libération du Québec (FLQ) elrabolta otthonából James Cross brit kereskedelmi konzult. Öt nappal később a québeci munkaügyi minisztert Pierre Laportét is elrabolták (és később, október 17-én meggyilkolták). Trudeau válaszul életbe léptette a War Measures Actet (Törvény a háborús lépésekről) mely a kormánynak elsöprő letartóztatási és per nélküli fogva tartásra jogokkal ruházta fel. Bár ez a válasz még mindig vitás és erősen ellenezték olyan személyek is, mint Tommy Douglas, a nyilvánosság részéről kevés ellenállás érte.. Trudeau elszánt nyilvános megjelenést mutatott a krízis során, arra a kérdésre, hogy milyen messzire menne el a terroristák megfékezésére azt válaszolta, „Csak figyeljenek!” („Just watch me”). Öt FLQ terroristát Kubába repítettek 1970-ben egy megállapodás keretében James Cross életéért cserébe, de végül az összes tagot letartóztatták. Az öt Kubába repített FLQ-tagot akkor, amikor évekkel később visszatértek Kanadába.
Trudeau első éveire leginkább arról emlékeznek hogy bevezette a hivatalos kétnyelvűséget Kanadában. Trudeau régi céljaként ez a törvény kötelezte az összes szövetségi szolgáltatást hogy franciául és angolul is leérhető legyen. Ezek a lépések akkoriban nagyon vitásak voltak angol-Kanadában, de sikeresen elfogadták és végrehajtották őket.
Trudeau volt az első vezető politikus aki beleegyezett egy találkozóba John Lennonnal és feleségével Yoko Onóval a világbékéért folytatott turnéjukon. Lennon, miután 50 percig beszélgetett Trudeau-val azt mondta hogy „ha minden politikus olyan lenne, mint Pierre Trudeau, világbéke lenne.”
1971. március 4-én a miniszterelnök Trudeau feleségül vette Margaret Sinclairt, egy 22 éves nőt, aki 30 évvel volt fiatalabb nála, azonban később elváltak.
A külügyek terén Trudeau Kanadát megtartotta az Észak-Atlanti Szerződés Szervezetében (NATO) de gyakran vezetett önálló utat a nemzetközi kapcsolatokban. Felvette a diplomáciai kapcsolatokat Kínai Népköztársasággal, megelőzve az Amerikai Egyesült Államokat, és látogatást tett Pekingben. Kuba és Fidel Castro barátjaként volt ismert. Egy bűnöző azt állította hogy 1974-ben a New York-i maffia tagjai felbérelték, hogy ölje meg Trudeau-t, remélve hogy Castro megjelenik a temetésen és ott megölhetik őt is. A tervet nyilvánvalóan elvetették később.
Az 1972-es választásokon Trudeau Liberális Pártja nyert, de kisebbségi kormányt tudtak csak alakítani, ahol a New Democratic Party volt az inga szára. Ez a kormány balra mozdult, beleértve a Petro-Canada energiaipari vállalat létrehozását.
1974 májusában a Képviselőház elfogadott egy bizalmatlansági indítványt a Trudeau kormány ellen, elutasítva annak költségvetési javaslatát. Trudeau a visszaemlékezéseiben azt írta hogy ő szándékosan idézte elő saját bukását mert bízott enne hogy megnyeri a megtartandó választást. Az 1974-es választáson Trudeau-t és a Liberális Pártot újraválasztották, a 264 ülésből 141-et megszerezve többségi kormányt alakítottak. 1975 szeptemberében John Turner pénzügyminiszter lemondott. Trudeau később (1975 októberében) fizetés- és árszabályozást vezetett be; egy évvel korábban erre vonatkozó javaslatáért gúnyolta a Progressive Conservative Party (Progresszív Konzervatív Párt) vezetőjét Robert Stanfieldet.
Kanada 1976-ban csatlakozott a legnagyobb gazdasági hatalmak csoportjához a G7-hez, miután az első találkozókból kihagyták. Trudeau a memoárjában azt írja, hogy Gerard Ford amerikai elnök intézte el ezt, amelyért Trudeau nagyon hálás volt.
Trudeau a miniszterelnöksége során kifelé megnyilvánuló tevékenysége sokakat arra a hitre sugallt hogy köztársasági elképzeléseket dédelget; Paul Martin, Sr. azt is pletykálta, hogy a királynő aggódott, hogy a koronának „kis jelentősége van számára”. Ezt okozhatta a királyi szimbólumok eltörlése, dokumentált bohóckodásai az uralkodó körül, mint a Buckingham-palota korlátjain való lecsúszás és a híres piruettje a királynő háta mögött, amit 1977-ben vettek filmre. Továbbá 1978-ban kirívóan megsértette a protokollt amikor Marokkóban vakációzott ahelyett hogy Kanadában lett volna hogy részt vegyen a királynő megérkezésén és távozásán. Ugyanakkor instant monarchizmussal és opportunizmussal vádolták az 1970-es évekbeli személyes népszerűtlensége során amikor meghívta II. Erzsébet brit királynőt az első Kanadában tartott Nemzetközösségi Konferenciára 1973-ban Ottawába. A meghívás és elfogadása kezdte el annak hagyományát hogy II. Erzsébet királynő részt vegyen a Nemzetközösségi konferenciákon, függetlenül a helyszínüktől. 1976-ban, miután Robert Bourassa québeci miniszterelnök megkérte Trudeau-t, hogy hívja meg a királynőt az 1976-os montreali olimpiára és Trudeau eleget tett a kérésnek, felidegesítette Bourassa akit elkezdett nyugtalanítani a lépés lehetséges népszerűtlensége.
1967-ben Trudeau nyilatkozott a monarchiáról, amikor még csak miniszter volt, azt mondva, hogy „Egy ujjamat se mozdítanám, hogy megszabaduljunk a királyságtól. Úgy gondolom, hogy a királyság, összességében több jót tett Kanadának, mint amennyit ártott.” Többet kísérletezett a koronával, mint bármely őt megelőző politikus majd bebiztosította annak szerepét, amikor megszervezte a kanadai alkotmány honosítását.
A romló gazdasági helyzet, a nagy államadósság és nyilvánosság növekvő ellenszenve Trudeau érzékelt arroganciájával szemben hozzájárult népszerűsége gyors csökkentéséhez. Trudeau halogatta a választás kiírását amíg csak tudta, de azt 1979-ben össze kellett hívnia.

## Vereség és ellenzék
Az 1979-es választáson Trudeau kormánya vereséget szenvedett a Joe Clark vezette Progressive Conservative Partyval szemben, akik kisebbségi kormányt alakítottak. Trudeau bejelentette szándékát, hogy lemondjon a Liberális Párt vezetői posztjáról, azonban mielőtt egy vezetőválasztó gyűlést össze lehetett volna hívni, Clark kormánya elbukott egy bizalmatlansági indítványon a kanadai Képviselőházban 1979 decemberének közepén. A Liberális Párt meggyőzte Trudeau-t hogy maradjon vezetőnek és harcoljon a választáson. Trudeau legyőzte Clarkot az 1980. februári választáson és többségi kormányt alakított.

## Visszatérés a hatalomra
A Liberális Párt 1980-as győzelme rámutatott egy éles földrajzi törésvonala az országban: a párt egy parlamenti helyet sem nyert Manitobától nyugatra. Trudeaunak szenátorokat kellett kineveznie a kormányba hogy biztosítsa minden régió képviseletét. A National Energy Program (NEP, Nemzeti Energiaprogram) bevezetése óriási ellenállást váltott ki a nyugati tartományokban és növelte a „nyugati elidegenedést.”
A régóta lojalista Allan MacEachen által fémjelzett kemény költségvetések sora az 1980-as évek elején nem javított Trudeau gazdasági megítélését. Azonban kemény tárgyalások és mindkétoldali engedmények után Trudeau-nak sikerült egy bevétel megosztási megegyezést kötnie az energiáról Peter Lougheed albertai miniszterelnökkel 1982-ben.
Kanada számára két nagyon fontos esemény történt Pierre Trudeau legutolsó hivatali ideje során. Az első az Québec szuverenitásáról szóló referendum bukása, melyet René Lévesque Parti Québécois-hoz tartozó kormánya hirdetett meg. A Trudeau és Levesque közötti viták során a kanadaiak két nagyon intelligens, jól érthető, kétnyelvű politikust láthattak, akik keserű ellentéteik ellenére is elszántak a demokratikus eljárás mellett. Trudeau egy új Québecre vonatkozó alkotmányos megállapodást ígért, ha az a Kanadában maradás mellett dönt, és a szuverenitásra nemet mondó oldal győzött a szavazatok körülbelül 60%-ával.
Trudeau már megpróbálta a kanadai alkotmány kanadai törvénnyé tételét (a patriationt) karrierje korábbi szakaszában is, de mindig a tartományi miniszterelnökök egyesített ellenállásába ütközött a módosítási formulával kapcsolatban. Miután azzal fenyegetőzött, hogy egyedül, önállóan hajtja végre a honosítást, egy Legfelsőbb Bírósági ítélet arra ösztönözte, hogy találkozzon még egyszer a miniszterelnökökkel. Trudeau-nak sikerült megállapodnia kilenc miniszterelnökkel, Lévesque-kel azonban nem. Az új alkotmány Québec általi elutasítása folyamatos keserűség forrása lett a québeci és a szövetséges kormány között. Még így is a patriation sikeres volt, a Constitution Act, 1982-öt (1982-es törvény az alkotmányról) II. Erzsébet brit királynő 1982. április 17-én kiáltotta ki. Ezt követően az eseményeket úgy kommentálta Trudeau a memoárjában, hogy: „Mindig azt mondtam, hogy három nőnek köszönhetjük, hogy végül sikerült megreformálni az alkotmányunk. A királynő, aki kedvező volt, Margaret Thatcher, aki mindent megtett amit a parlamentünk kért tőle és Jean Wadds, aki nagyon jól képviselte Kanada érdekeit Londonban. A királynő támogatta a kísérletemet az alkotmány megreformálására. Mindig nagy hatással volt rám nem csak a jóindulat, amit nyilvánosan mutat, de a bölcsesség is amit a magánbeszélgetés során mutatott ki.”
Trudeau közvélemény-kutatási eredményei lecsúsztak az 1982-es patriation okozta lökés után és 1984 elejére a Liberális Párt egyértelmű veresége látszott ha Trudeau hivatalban marad. Február 29-én egy „hosszú séta a havon” után, Trudeau a lemondás mellett döntött, befejezve 15 éves miniszterelnökségét. Hivatalosan június 30-án vonult vissza.

## Utolsó évei
Nem sokkal politikából való visszavonulása után Trudeau csatlakozott a Heenan Blaikie montreali ügyvédirodához. Bár ritkán tartott beszédeket vagy beszélt a sajtóval, a vitákba való időnkénti beleavatkozásainak mindig nagy hatása volt. Trudeau írt és felszólat a Meech Lake Accord és a Charlottetown Accord megegyezési javaslatok ellen, melyek célja a kanadai alkotmány módosítása lett volna, azzal érvelve hogy gyengítenék a föderalizmust és a jogok és szabadságok kanadai chartáját ha megvalósulnának. Az ellenállása a javaslatok meghiúsulásának fő okai közt volt.
Szintén felszólalt Jacques Parizeau és a Parti Québécois ellen, kevesebb eredménnyel. Utolsó éveiben Trudeau széles megbecsülésnek örvendett Kanadában, de gyanakvással tekintettek rá Québecben az 1982-es alkotmányos megállapodásban játszott szerepe miatt. Trudeau a nemzetközi ügyekben is aktív maradt, külföldi vezetőket meglátogatva és nemzetközi szövetségekben, mint a Római Klub, való részvétellel.
Memoárjait 1993-ban adta ki; a könyv több százezer példányban kelt el több kiadásban és az egyik legsikeresebb kanadai könyvvé vált.
Trudeau politikától való visszavonulása után a történelmi Maison Cormier-ben lakott Montréalban. Élete utolsó éveiben Parkinson-kórban és prosztatarákban szenvedett és kevésbé aktívvá vált, bár a 80 éves korában bekövetkezett halálát megelőző pár hónapig folytatta munkáját az ügyvédi irodájában. Legfiatalabb fia, Michel Trudeau halála 1998 novemberében egy lavina következtében nagyon feldúlta.

### Halála
Pierre Elliot Trudeau 2000. szeptember 28-án halt meg és a Trudeau család kriptájában temették el a québeci, Saint-Rémi, St-Rémi-de-Napierville temetőjében. Holttestét felravatalozták, hogy a kanadaiak leróhassák tiszteletüket. A kanadaiak reakciója precedensnélküli volt méretében és a nyilvános érzelem-kimutatásban. Exfelesége Margaret, fiai Justin Trudeau és Alexandre „Sacha” Trudeau, illetve Deborah Coyne-tól származó lánya, Sarah élte túl. Az állami temetésen Justin egy érzelem dús és kitűnően előadott gyászbeszédet tartott, melynek hatására sokan arra spekuláltak, hogy ő is politikai karrier elé néz.

## Házassága és gyermekei
1971. március 4-én Trudeau miniszterelnökként feleségül vette Margaret Sinclairt, aki 22 évesen 30 évvel volt fiatalabb nála. A párnak három gyermeke született: Justin (1971. december 25.), Alexandre (Sacha) (1973. december 25.) és Michel (1975. október 2. – 1998. november 13.). A pár óriási médiafigyelmet kapott a szintén nagy nyilvánosságot élvező különköltözésükig, 1977-ben. Amikor a válásuk végleges lett 1984-ben, Trudeau vált az első egyedülálló szülővé vált miniszterelnökké. 1991-ben Trudeau újra gyermeket nemzett Deborah Coyne-nal, és megszületett első és egyetlen lánya Sarah. Trudeau nem vette el feleségül Coyne-t.

## Spiritualitása
Trudeau római katolikus volt és élete végéig járt templomba. Bár leginkább magánügyként kezelte hitét, egyértelművé tette, hogy hívő a United Church Observernek 1971-ben adott interjúban kijelentve, hogy „Hiszek a halál utáni életben, hiszek Istenben és keresztény vagyok.” Trudeau azonban fenntartotta, hogy inkább magának állítana akadályokat, mint hogy mások állítsák azokat neki kívülről. Ebben az értelemben inkább úgy hitt, mint egy protestáns és nem úgy, mint a katolikusok abban a korban, amikor iskolázva volt.
Michael W. Higgins, a St. Jerome's University korábbi elnöke, kutatta Trudeau spiritualitását és azt találta, hogy az három katolikus tradíció elemeit vegyítette. Az első a jezsuiták akiktől a nevelését kapta egészen a főiskoláig. A Trudeau által gyakran mutatott logikus gondolkodás és az érvek szeretete ennek a tradíciónak felel meg. Másik nagy spirituális hatással Trudeau életére a Domonkos rend rend bírt. A harmadik elem a kontempláció volt amelyet a bencés-rendi tradíciótól szerzett meg.

## Öröksége
Trudeau talán legtovább tartó öröksége a kanadai nacionalizmushoz való hozzájárulása és a büszkeség Kanadában önmagáért és nem mint a Brit Nemzetközösség egy származékaként. Az ebben játszott szerepe, a kanadai egységért Québec-kel folytatott ehhez kapcsolódó vitáival, megszilárdították politikai pozícióját hivatali ideje alatt a vele kapcsolatos viták ellenére, és ez is marad a leginkább megjegyzett aspektusa miniszterelnökségének.
Gazdaságpolitikáját sokan gyengeségeként könyvelik el. Az infláció és a munkanélküliség magas volt miniszterelnöksége idején.
Bár népszerűsége csökkent angol-Kanadában 1984-es visszavonulása idejére, a róla alkotott közvélekedés később javult, különösen utódjával Brian Mulroney-val való összehasonlításban.

### Alkotmányos örökség
Trudeau egyik legmaradandóbb öröksége a kanadai alkotmány 1982-es „honosítása” (a patriation) mely során kanadai törvénnyé tették az alkotmányt és elfogadták egy, az alkotmány kanadai módosítását lehetővé tevő módosítási eljárást és a jogok és szabadságok kanadai chartáját. Erre úgy tekintenek, mint a polgári jogok és szabadságok kiterjesztésére és a charta a „függetlenül” szakaszt (notwithstanding clause – a charta egy kitétele amely lehetővé teszi bizonyos más szakaszok figyelmen kívül hagyását a tartományi törvényhozás során) leszámítva a kanadai értékek sarokköve lett a legtöbb kanadai számára. A charta egyben az utolsó lépést jelentette Trudeau liberális elképzelésében melyben egy független, nacionalista Kanadát szeretett volna mely az alapvető emberi jogokon és a személyes szabadságok és a nyelvi és kulturális kisebbségek védelmén alapul. A chartára épített bírósági ügyek hozzájárultak a női egyenjogúság ügyéhez, francia iskolai vezetőségek kialakításához Alberta és Saskatchewan tartományban és az azonos neműek házasságának bevezetéséhez egész Kanadában. A Constitution Act, 1982 (1982-es törvény az alkotmányról) 35. szakasza tisztázta az őslakosok és az egyenlőségre vonatkozó jogokat, beleértve a meszticek korábban megtagadott őslakos jogainak létrehozását. Az egyenlőségi jogokkal foglalkozó 15. szakaszt alkalmazták a társadalmi egyenlőségek és a kisebbségi népcsoportok megkülönböztetésének orvoslására. A charta közvetlen és közvetett hatásai a kanadai élet szinte minden aspektusát befolyásolt és a „függetlenül” szakaszt ritkán alkalmazták.
A kanadai konzervatívok kritizálták az alkotmányt mert hiányzott belőle a fékek és egyensúlyok rendszere egy olyan korban, amikor a bíróságok egyre több hatalmat szereztek a képviseleti kormányzatokkal szemben. Azt állítják, hogy ez túl nagy bírósági aktivitáshoz vezetett. A québeci nacionalisták is erősen kritizálták az alkotmányt, mert azt soha nem ratifikálta egyetlen québeci kormány sem és az nem biztosít Québec részére alkotmányos vétót.

### Kétnyelvűség
A kétnyelvűség Trudeau másik maradandó öröksége. A kétnyelvűséget teljesen beépítették a szövetségi szolgáltatásokba, dokumentumokba és műsorszolgáltatása (de a tartományi kormányzatba nem, Ontario és Új-Brunswick kivételével). Bár a hivatalos kétnyelvűség megoldotta a franciaajkúak bizonyos sérelmeit a szövetségi kormányzattal szemben, sokan azt remélték, hogy a kanadaiak az általuk választott hivatalos nyelvet használhatnák bárhol legyenek is az országban.
Azonban Trudeau ambícióit ezen a téren felnagyították: Trudeau egyszer azt mondta, hogy sajnálja a „kétnyelvűség” szó használatát mert annak a látszatát kelti, hogy megköveteli minden kanadaitól, hogy két nyelven beszélje. Valójában Trudeau látomása egy kétnyelvű konföderációként működő Kanada volt ahol minden kultúrának helye lenne. Ezen a téren az elképzelése túlment a Québec–Kanada viszonyon.

### Örökség Nyugat-Kanada vonatkozásában
Trudeau halála utáni emléke érezhetően kevésbé kedvező a „préri tartományokban” (Saskatchewan, Manitoba és Alberta) mint az angolajkú Kanada többi részén. Gyakran tartják Trudeau-t a nyugati tartományokban tapasztalható elidegenedés („Western alienation”) atyjának. Ennek számos oka van. Az ideológiai okok közé tartozik hogy sok kanadai nem értett egyet a hivatalos kétnyelvűséggel és Trudeau néhány egyéb politikai irányelvével, úgy vélték ezek a történelmi hagyományoktól távolodva a bal oldalra sodorják az országot. Az ilyen érzések talán az ország nyugati felében voltak a legerősebbek.
A nyugati tartományok elidegenedésének másik oka egyszerűen földrajzi eredetű is lehet Sok nyugati úgy vélte hogy Trudeau politikája rovásukra az ország többi felének, különösen Ontariónak és Québecnek kedveznek inkább. A sérelmezett lépések között volt a National Energy Program (Nemzeti Energiaprogram) melyről úgy vélték, hogy méltánytalanul megfosztja a nyugati tartományokat az olaj- és gáztartalékokból eredő gazdasági előnyöktől, hogy az egész nemzetre kiterjedő szociális programokat finanszírozzanak és az ország szegényebb területeire pénzeket utaljanak át. Az ilyenféle érzelmek az olajban gazdag Albertában különösen erősek voltak, ahol a program hatására a munkanélküliség 4%-ról 10%-ra nőtt. Az Alberta veszteségeire irányuló becslések 50 és 100 milliárd kanadai dollár közt mozognak.

### Québeci öröksége
Trudeau öröksége kevert Québecben. Sokan javára írják az októberi krízis során tett lépéseit, elengedhetetlennek tartva azt a Front de libération du Québec (FLQ) erejének megtöréséhez és annak biztosításához hogy a québeci szeparatizmus megmarad a demokratikus és békés vágányon. Ugyanakkor a War Measures Act életeléptetését, melyet akkor többségi támogatás övezett, egyesek a demokrácia elleni lépésnek tekintik. Sokan szintén Trudeau-t tartják felelősnek az 1980-as québeci referendum elbukásáért.
Szövetségi szinten Trudeau miniszterelnöksége alatt szinte nem szembesült erős politika ellenzékkel Québec irányából. Az 1980-as szövetségi választásokon az általa vezetett Liberális Párt a lehetséges 75-ből 74 képviselői helyet megnyert Québecben. A tartományi szinten azonban a québeciek kétszer is a Québec szuverenitását támogató Parti Québécois-t választották meg. Továbbá, akkoriban még nem volt szövetségi szinten működő szuverenitás-párti alakulat, mint a Bloc Québécois. A Constitution Act (Törvény az alkotmányról) 1982-es aláírása óta a Liberális Pártnak nem sikerült többséget szereznie Québecben. Trudeau-t sok québeci nem szereti, különösen a híradó társaságok és az akadémiai és politika szervezetek. Míg Trudeau reputációja megnőtt angol-Kanadában 1984-es visszavonulása óta, ugyanez nem volt megfigyelhető Québecben.

### Áttekintés
Trudeau nagyon elismert maradt sok kanadai szemében, ugyanakkor az idő múlása csak keveset enyhített az ellenfelei közt támasztott ellenszenvből.
Trudeau karizmáját és miniszterelnökként tanúsított magabiztosságát, a kanadai identitás felkarolását gyakran tartják népszerűsége forrásának. Az erős személyisége, ellenfelei megvetése és a kompromisszumokkal szembeni ellenszenv hozzájárultak ahhoz, hogy ahogy Michael Bliss történész írja „egyike legyen minden idők legcsodáltabb és leginkább utált kanadai miniszterelnökének.” Trudeau-hoz hasonló választási sikereket egyedül Mackenzie Kingnek sikerült elérnie a 20. században. Összességében Trudeau kétségkívül egyike Kanada politikai történelmének legdominánsabb és leginkább átalakulást hozó egyéneinek.

## Legfelsőbb Bírósági kinevezések
Trudeau a következő személyeket választotta a Kanadai Legfelsőbb Bíróság bíráinak, akiket javaslatára a főkormányzó nevezett ki:
- Bora Laskin (1970. március 19.–1984. március 17.; 1973. december 27-től főbíró)
- Joseph Honoré Gérald Fauteux (főbíró 1970. március 23.–1973. december 23.; bírónak 1949. december 22-én nevezték ki)
- Brian Dickson (1973. március 26.–1990. június 30.; főbíró 1984. április 18-tól)
- Jean Beetz (1974. január 1.–1988. november 10.)
- Louis-Philippe de Grandpre (1974. január 1–1977. október 1.)
- Willard Zebedee Estey (1977. szeptember 29.-1988. április 22.)
- Yves Pratte (1977. október 1.-1979. június 30.)
- William Rogers McIntyre (1979. január 1.-1989. február 15.)
- Antonio Lamer (1980. március 28.-2000. január 6.)
- Bertha Wilson (1982. március 4.–1991. január 4.)
- Gerald Le Dain (1984. május 29.–1988. november 30.)

## Kitüntetések
Kanada főkormányzójától vagy II. Erzsébet brit királynőtől a következő kitüntetéseket kapta:
- A Királynő Kanadai Királyi Államtanácsának tagja lett 1967. április 4-én.[57]
- 1984-ben megkapta a Companion of Honour kitüntetést.
- 1985. június 24-én a Companion of the Order of Canada kitüntetést.[58]
- 1994. december 7-én a Canadian Heraldic Authority címert ajándékozott neki.[59]

Egyéb kitüntetései közé tartozik:
- Díszdoktorátust kapott a Duke Universitytől 1974-ben.[60]
- 1983–84-ben, megkapta az Albert Einstein Peace Prize-t (Albert Einstein Békedíj) a nukleáris fegyverzetcsökkentésért folytatott tárgyalásaiért.
- A Markhami középiskolát, Ontarióban az ő tiszteletére nevezték el, hasonlóan a Winnipegi Collège Pierre-Elliott-Trudeau-hoz.
- 2004. január elsejei hatállyal a montréali reptér felvette a Montréal-Pierre Elliott Trudeau International Airport nevet.
- Brit Columbia kormánya róla nevezte el a Mount Pierre Elliott Trudeau csúcsot a Cariboo-hegységben 2006. június 10-én.[61][62] A csúcs a Premier Range hegyvonulat része, ahol sok csúcs kapta nevét korábbi brit columbiai és kanadai miniszterelnökökről.
- Trudeau két danos feketeövet kapott judóból az ottawai Takahashi School of Martial Artstól.[63]

## Fordítás
- Ez a szócikk részben vagy egészben a  Pierre Trudeau című angol Wikipédia-szócikk ezen változatának fordításán alapul.  Az eredeti cikk szerkesztőit annak laptörténete sorolja fel. Ez a jelzés csupán a megfogalmazás eredetét és a szerzői jogokat jelzi, nem szolgál a cikkben szereplő információk forrásmegjelöléseként.

## Bibliográfia

### Trudeau művei
- Memoirs. Toronto: McClelland & Stewart, c1993. ISBN 0-7710-8588-5
- Towards a just society: the Trudeau years, Thomas S. Axworthy-vel, (szerk.) Markham, Ont.: Viking, 1990.
- The Canadian Way: Shaping Canada's Foreign Policy 1968–1984, Ivan Headdel
- Two innocents in Red China, Jacques Héberttel 1960.
- Against the Current: Selected Writings. Gerard Pelletier (szerk.)
- The Essential Trudeau. Ron Graham, (szerk.) Toronto: McClelland & Stewart, c1998. ISBN 0-7710-8591-5
- The asbestos strike. (Grève de l'amiante), fordította James Boake 1974
- Pierre Trudeau Speaks Out on Meech Lake. Donald J. Johnston, (szerk.). Toronto: General Paperbacks, 1990. ISBN 0-7736-7244-3
- Approaches to politics. Introd. by Ramsay Cook. Prefatory note by Jacques Hébert. A francia Cheminements de la politique-ról fordította: I. M. Owen. Toronto: Oxford University Press, 1970. ISBN 0-19-540176-X
- Underwater Man, Joe Macinnisszel és Joseph B. Macinnisszel.
- Federalism and the French Canadians. Bevezető: John T. Saywell. 1968
- Conversation with Canadians. Előszó: Ivan L. Head. Toronto, Buffalo: University of Toronto Press 1972. ISBN 0-8020-1888-2
- The best of Trudeau. Toronto: Modern Canadian Library. 1972 ISBN 0-919364-08-X
- Lifting the shadow of war. C. David Crenna, szerkesztő. Edmonton: Hurtig, c1987. ISBN 0-88830-300-9
- Human rights, federalism and minorities. (Les droits de l'homme, le fédéralisme et les minorités), Allan Gotliebbel és a Canadian Institute of International Affairsszel
- À contre-courant: textes choisis, 1939–1996, Gérard Pelletierrel.